# Kayden Kross

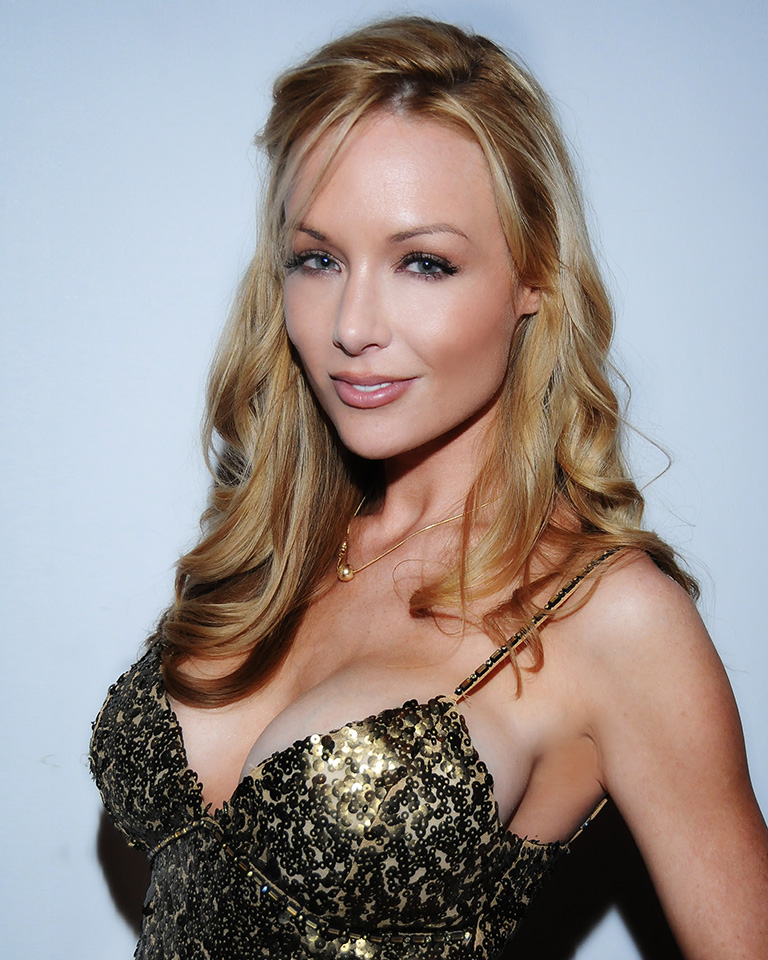
Kayden Kross (2015)

Kayden Kross (* 15. September 1985 als Kimberly Nicole Rathkamp in Sacramento, Kalifornien) ist ein US-amerikanisches Model und ehemalige Pornodarstellerin. Zu Beginn ihrer Karriere verwendete sie den Künstlernamen Jenna Nikol.

## Leben und Karriere
Kross wurde in Sacramento geboren, wo sie auch aufwuchs. Sie beschreibt sich selbst als „Bücherwurm“. Kross war von Kind an eine leidenschaftliche Reiterin und besitzt einen Hengst namens Conte. Im Alter von 18 Jahren begann sie in Rick’s Showgirls in Rancho Cordova unter dem Pseudonym Jenna zu strippen, um Geld für die Rettung eines zur Schlachtung freigegebenen Ponys zu verdienen. Kurz darauf wurde sie von einem Agenten angesprochen, ob sie nicht Interesse habe, Fotos für Männermagazine zu machen. Dies war der Beginn ihrer Karriere.
Noch vor dem Abschluss des Studiums an der California State University, Sacramento unterschrieb Kross im November 2006 einen Exklusivvertrag bei Vivid Video. Zu ihren Filmen bei Vivid zählen unter anderem Kayden’s First Time und Be Here Now. Unzufrieden mit Vivid Video, verlängerte sie ihren Vertrag im November 2007 nicht und arbeitete einen Monat lang freiberuflich. Während dieser Zeit entstanden zum Beispiel die Filme Meet Kayden (Ninn Worx) und Deeper 9 (Digital Playground). Kurz darauf unterschrieb sie einen zwölfmonatigen Exklusivvertrag mit Adam & Eve, den sie Ende Dezember 2008 um ein weiteres Jahr verlängerte.
Kross trat in mehreren Episoden von The Block auf, einer Reality Show über Snowboarding auf dem Sender G4, in der die Vivid Girls das Block Hotel für ein Fotoshooting besuchen. Sie hatte ebenfalls einen Gastauftritt in Gene Simmons Reality-Show Family Jewels. 2009 hatte sie einen Gastauftritt in der erfolgreichen Fernsehserie CSI: Den Tätern auf der Spur und der US-Sitcom Rules of Engagement mit David Spade. In der Serie "Breaking Bad" ist sie in einer exklusiven Szene auf DVD in der fünften Staffel zu sehen (0508). Kross schreibt eine Kolumne für Unkrossed.com, wo sie regelmäßig über Neuigkeiten der Pornoindustrie berichtet. Ihre offizielle Website ClubKayden.com wurde am 2. September 2008 gestartet. Außerdem wurde sie im September 2008 vom US-Magazin Penthouse zum Pet des Monats gekürt.

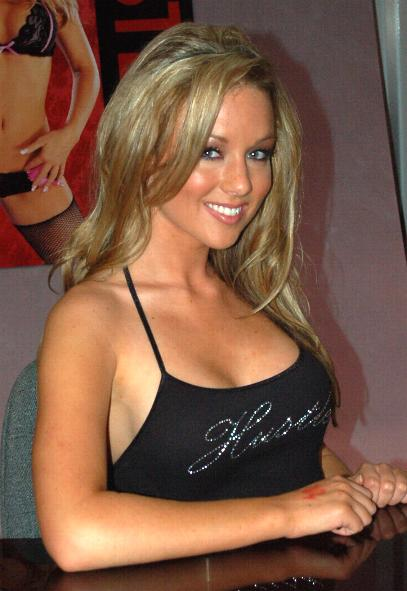
Kayden Kross (2006)

Kross schreibt regelmäßig von unterwegs und von Drehorten aus ihren Blog für Penthouse. Neben ihrer Tätigkeit als Pornostar modelt sie außerdem für diverse Webseiten.
Im November 2009 hat Kross einen Exklusiv-Vertrag mit Digital Playground abgeschlossen, der seit 1. Januar 2010 läuft. Am 9. Januar 2010 moderierte sie zusammen mit Kirsten Price die AVN-Award-Show in Las Vegas. 2012 wirkte sie in dem Musikvideo No One Survives der Heavy-Metal-Band Nekrogoblikon mit. 2015 wirkte sie erneut in einem Musikvideo der Band mit, diesmal in We Need A Gimmick.
Die Internet Adult Film Database (IAFD) listet bis heute (Stand: September 2015) 154 Filme auf, in denen sie mitgespielt hat.
2015 erschien das Danzig-Coveralbum Skeletons. Auf dem Cover des Albums ist Kross zusammen mit Sänger Glenn Danzig zu sehen. Beide sind als Tote geschminkt.

## Privatleben
Kayden Kross ist seit 2012 mit dem Pornodarsteller Manuel Ferrara liiert. Am 23. Januar 2014 wurde ihre gemeinsame Tochter geboren. Auf Bitten Ferraras, nicht mehr mit anderen männlichen Darstellern zu arbeiten, beendete sie 2013 ihre Karriere.

## Filmografie (Auswahl)
- 2006: Another Wardrobe Malfunction Yeah
- 2007: Hello I Love You
- 2007: Hot Time In The Ol' tub Tonight
- 2007: Meet Kayden
- 2007: Open Up Your Legs and Let The Sun Shine In
- 2008: Costume Fantasy Meets Bondage Reality
- 2008: Breaststroke and Other Olympic Style Move
- 2008: Bree’s Slumber Party
- 2008: Kayden’s Krossfire
- 2008: Bree & Kayden
- 2008: Roller Dollz
- 2008: Kayden Exposed
- 2008: Scenes From A Cell
- 2008: The Surrender of O
- 2008: California Dreams
- 2008: Double Krossed
- 2009: Kayden’s Frisky Business
- 2009: Livechat
- 2009: The 8th Day
- 2009: Flight Attendants
- 2009: Kayden and Rocco Make a Porno
- 2009: Nurses
- 2010: Krossing The Bar
- 2010: Body Heat
- 2010: Family Matters
- 2010: Formal Masturbation Wear
- 2010: Kross Her Fingers and Hope to Cum
- 2010: Girl Talk
- 2010: Lingerie Nurse
- 2010: That Toys Giving Her Good Vibrations
- 2010: Top Guns
- 2011: Betrayal
- 2011: Just A Kayden Day In The Park
- 2011: The Masseuse 3
- 2011: Babysitters 2
- 2012: Time4Change
- 2012: Wild Side
- 2012: Cooking With Kayden
- 2012: Old Friends
- 2012: Orgasm
- 2012: Code of Honor
- 2013: Booty Call
- 2013: Bridesmaids
- 2013: Lost And Found
- 2013: Spread
- 2013: Hacked
- 2013: My Sister's Husband
- 2013: Community Sex
- 2013: Secret Sl--pover
- 2013: Disconnected
- 2013: Slice Of Heaven
- 2013: Raw 16
- 2014: Dirty Girl
- 2014: The Hungover Games
- 2014: Slutty and Sluttier 23
- 2015: Dirty Talk
- 2015: Jesse: Sex Machine
- 2015: Raw 23
- 2015: Screwing Wall Street:The Arrangement Finders IPO
- 2016: Kayden Kross Is Ready For Sexual Athletics
- 2016: Sexual Athletics
- 2017: How To Blow Job
- 2017: How to Blowjob 1: The Girlfriend Blowjob
- 2017: Manuel's Fucking POV 8
- 2017: Pussy Playtime 1
- 2017: Sacrosanct
- 2018: Bounce 2
- 2018: Does She Touch You Like This
- 2018: Don't Let Boys Make You Cry
- 2018: Female of the Species
- 2019: Champagne Room
- 2019: Sordid Stories
- 2019: Valley of the Fuck Dolls Two
- 2020: Whale
- 2021: Mistress Maitland 2: Delegate

## Auszeichnungen
| Jahr | Preis            | Award | Film                |
| ---- | ---------------- | --- | ------------------- |
| 2007 | Adultcon Top 20  | Adult Actresses                                                                                             |                     |
| 2009 | Hot d’or         | Best American Starlet                                                                                       | Pirates             |
| 2010 | NightMoves Award | Best Female Performer : Fan's Choice                                                                        |                     |
| 2010 | Venus Award      | Best Actress International                                                                                  |                     |
| 2010 | Erotixxx Award   | Best US Actress                                                                                             |                     |
| 2011 | AVN Award        | Best All-Girl Group Sex Scene (zusammen mit Jesse Jane, Riley Steele, Katsuni und Raven Alexis)             | Body Heat           |
| 2011 | AVN Award        | The Fan Awards – Wildest Sex Scene                                                                          | Body Heat           |
| 2011 | XBIZ Award       | Acting Performance of the Year – Female                                                                     | Body Heat           |
| 2012 | AVN Award        | Fan Award - Hottest Sex Scene (zusammen mit Jesse Jane, Riley Steele, Stoya, BiBi Jones und Manuel Ferrara) | Babysitters 2       |
| 2013 | XBIZ Award       | Best Scene - All-Girl (zusammen mit Jesse Jane, Riley Steele, Selena Rose und Vicki Chase)                  | Mothers & Daughters |
| 2013 | Venus Award      | Best Actress International                                                                                  |                     |
| 2019 | AVN Award        | Director of the Year                                                                                        |                     |
| 2019 | XRCO Award       | Best Director (Features)                                                                                    |                     |
| 2020 | XBIZ Award       | Director of the Year - Body of Work                                                                         |                     |
| 2020 | NightMoves Award | Best Feature Director                                                                                       |                     |
| 2022 | XBIZ Award       | Director of the Year                                                                                        |                     |
| 2023 | AVN Award        | Best Directing Portfolio - Narrative                                                                        |                     |
| 2024 | AVN Award        | Best Directing Portfolio - Narrative                                                                        |                     |